# Viracucha andicola
Viracucha andicola là một loài nhện trong họ Ctenidae.
Loài này thuộc chi Viracucha. Viracucha andicola được Eugène Simon miêu tả năm 1906.